# Megaselia sphinx
Megaselia sphinx är en tvåvingeart som beskrevs av Borgmeier 1966. Megaselia sphinx ingår i släktet Megaselia och familjen puckelflugor. Inga underarter finns listade i Catalogue of Life.